# عبد الرحمن عبد الخالق
الشيخ عبد الرحمٰن بن عبد الخالق اليوسف (5 نوفمبر 1939 - 29 سبتمبر 2020) ينتمي إلى قبيلة (آل زهير) فهو من أصول يمنية ، و قد استقرت عائلته بقرية عرب الرمل بمحافظة المنوفية - مصر ثم رحل إلى الكويت عام 1965 وحصل على الجنسية الكويتية عام 2010؛ هو باحثٌ إسلامي وداعية مشهور، كان قد نشر أكثر من 60 مؤلفاً في الشريعة الإسلامية وله أكثر من ٧ آلاف مادة صوتية مسجلة وعُرِفَ عنه كتابته في مناقشة وحوار الصوفية والأشاعرة والشيعة و غيرهم، بالإضافة إلى مقالاته التي كان يواكب فيها الأحداث على الساحة العربية والإسلامية و العالمية وكان آخر منشور له عبر حسابه على تويتر والفيسبوك يحذر من التطبيع (السلام مع اليهود) ومخاطره على الإسلام.

## حياته
وُلد عبد الرحمن بن عبد الخالق «أبو عبد الله» في محافظة المنوفية بمصر بتاريخ 5 نوفمبر 1939 ميلاديًا المُوافق 23 رمضان 1358 هجريًا. كان قد درس في كلية الشريعة بالجامعة الإسلامية في المدينة المنورة و قد درس على يد الشيخ عبد العزيز بن باز، و الشيخ محمد ناصر الدين الألباني، و الشيخ عبد الرزاق عفيفي، و غيرهم من العلماء ؛ انتقل إلى الكويت عام 1965، حيث عمل مُدرسًا بمدارس الكويت في الفترة ما بين 1965 حتى 1990. وبعدها عمل في مجال البحث العلمي في جمعية إحياء التراث الإسلامي بالكويت.
أشتهر بمناظرة شيوخ الطرق الصوفية و الرد عليهم من خلال اللقاءات التلفزيونية والمؤلفات و المقالات وكانت أبرز هذه اللقاءات هو مناظرته لشيخ الطريقة الرفاعية يوسف الرفاعي عبر لقاء جمعهم على قناة الصفوة
كانت للشيخ صولات وجولات في الرد على الداعين لأفكار العلمانية والليبرالية والإلحاد حيث ألف في ذلك المؤلفات وصدرت له مواد صوتية ترد عليهم.
صدر مرسومٌ أميري وقعه وكتبه أمير الكويت الشيخ صباح الأحمد الجابر الصباح بتاريخ 31 أكتوبر 2011 بمنحه الجنسية الكويتية حيث أن الأمير كان يجل ويقدر مكانة الشيخ عبد الرحمن عبد الخالق نظراً لنشره الدعوة والعقيدة الصحيحة في الكويت . وقد استقبلت الأوساط الإسلامية الخبر بكثير من الترحيب والقبول حيث يحظى الشيخ بمكانةٍ واسعة وسط الدعاة والتلاميذ وخاصة من التيار السلفي.

### وفاته
توفيَ الشيخ عبد الرحمن عبد الخالق، يوم الثلاثاء 12 صفر 1442 هـ، الموافق 29 سبتمبر عام 2020م، في مستشفى الصباح، بسبب أزمة قلبية.

## آراؤه ومقالاته السياسية
له العديد من المقالات السياسية، وفي تعليقه على ما يسمى صفقة القرن، قال في 18-7-2019:
«العرب الأغنياء هم الذين سيدفعون ثمن الصفقة طوعاً وكرهاً، الموعودون بها الفلسطينيون و الأردنيون والمصريون، أما ثمن الصفقة للفلسطينيين فهو قتل أولادهم المجاهدين وتدمير سلاحهم وتهجير من بقي من الفلسطينيين من الأرض التي يريدها الإسرائيليون خالصة لهم ونسيان مطلبهم الدولة الفلسطينيه والقدس عاصمة لها، ونسيان بحق ما يسمى بحق العودة ونزع الهوية عن كل فلسطيني يبقى في فلسطين ليكون مسماهم عرب أرض إسرائيل وتكون فلسطين خالصة لليهود. وأما المصريون فالثمن الذي يأخذونه هو التنازل عن سيناء أو بعضها للدولة الفلسطينية التي ستنشأ على جزء من الأرض الفلسطينية وسيناء وأما الثمن الذي سيأخذه الأردنيون سيكون في مقابل التنازل عن كل ما كانوا يطالبون به في القدس والوعد بأن توجد فرص عمل لأبناء الأردن في المدن السياحية التي ينوون بنائها. لم و لن يدفع اليهود والأمريكيون دولاراً واحداً في هذه الصفقة.»
وقال أيضاً:
«إن تمت هذه الصفقة فهي تعني إصابة الأمة الإسلامية في دينها وعقيدتها وكرامتها وأسباب بقائها بما لم لم تصب به من ذي قبل، وسوف يستغرق علاج هذا المصاب وتبعاته سنوات طويلة الله وحده الذي يعلم كم ستستنزف من دين الأمة وعقيدتها، وخيراتها ومقدراتها. وإن كان في المسلمين بقية حياة وقاوموا هذا الأمر فلربما غير الله ما بهم والله غالب على أمره ولكن أكثر الناس لا يعلمون.»

## تفسير القرآن العظيم
قامت وزارة الإعلام الكويتية بإخراج حلقات لتفسير القرآن الكريم كاملاً قاربت 800 حلقة على تلفزيون الكويت حيث قام الشيخ عبد الرحمن عبد الخالق بتفسير القرآن كاملاً من خلال حلقات مرئية متلفزة و قد تم رفع جميع هذه الحلقات بقناة الشيخ الرسمية على اليوتيوب

## مؤلفاته وكتبه
له الكثير من المؤلفات والكتب التي تدعو إلى المنهج السلفي الإسلامي ومحاربة البدع والخرافات، ومن أهمها:
1. الشورى في ظل نظام الحكم الإسلامي
2. السلفيون والأئمة الأربعة رضي الله عنهم
3. أضواء على أوضاعنا السياسية
4. القضايا الكلية للاعتقاد في الكتاب والسنة
5. الأصول العلمية للدعوة السلفية
6. الرد على من أنكر توحيد الأسماء والصفات
7. الطريق إلى ترشيد حركة البعث الإسلامي
8. منهج جديد لدراسة التوحيد
9. العقبات التي تعترض بناء الأمة الإسلامية
10. فصول من السياسة الشرعية في الدعوة إلى الله (نسخة معدلة)
11. الإلحاد أسباب هذه الظاهرة وطرق علاجها
12. لمحات من حياة شيخ الإسلام ابن تيمية
13. وجوب تطبيق الحدود الشرعية (نسخة معدلة)
14. فضائح الصوفية
15. القول الفصل في بيع الأجل
16. أثر الأحاديث الضعيفة والموضوعة في العقيدة
17. تحضير الأرواح كهانة قديمة في أسلوب عصري
18. المسلمون والعمل السياسي
19. القواعد الذهبية في حفظ القرآن وتدبره والفتح على الإمام
20. خطوط رئيسية لبعث الأمة الإسلامية (نسخة معدلة)
21. توجيهات تربوية مستقبلية لبناء الإنسان الصالح في الوطن العربي
22. الزواج في ظل الإسلام (باللغة العربية والفرنسية) "French Version Available"
23. الوصايا العشر للعاملين بالدعوة إلى الله سبحانه تعالى (نسخة معدلة)
24. مشروعية الجهاد الجماعي (نسخة معدلة)
25. الحد الفاصل بين الإيمان والكفر
26. الولاء والبراء
27. كلمات مضيئة في الانتفاضة الفلسطينية
28. شيخ الإسلام ابن تيمية والعمل الجماعي
29. أصول العمل الجماعي (نسخة معدلة)
30. هذه حكمة الإسلام في الأحكام الخاصة بالمرأة (باللغة العربية والإنجليزية) "English Version Available"
31. الرد على أسئلة توني بولدروجوفاك وتشكيكاته حول القرآن الكريم والنبي العظيم
32. فضائل أبي بكر الصديق
33. شهادة الإنجيل على أن عيسى عبد الله ورسوله وكلمته ألقاها إلى مريم وروح منه
34. أولويات العمل الإسلامي في الغرب
35. المقاصد العامة للشريعة الإسلامية
36. مشروعية الدخول إلى المجالس التشريعية وقبول الولايات العامة في ظل الأنظمة المعاصرة
37. حكم معاهدات الصلح والسلام مع اليهود، وموقف المسلم منها (باللغة العربية والإنجليزية) "English Version Available"
38. القواعد الذهبية في أدب الخلاف
39. المشوق في أحكام المعوق (باللغة العربية والفرنسية) "French Version Available"
40. تنبيهات وتعقيبات لسماحة الوالد الشيخ عبد العزيز بن عبد الله بن باز -حفظه الله- المفتي العام للمملكة العربية السعودية على بعض ما جاء في كتبي وأشرطتي
41. من خطب المنبر
42. أحكام التصوير في الشريعة الإسلامية
43. حقيقة الاحتفال بالمولد النبوي
44. الطريق إلى وحدة الأمة
45. أصول الدعوة إلى الله سبحانه وتعالى
46. موقف أهل السنة والجماعة من البدع والمبتدعة
47. الرد الوجيز على الشيخ ربيع بن هادي المدخلي وكتابه "جماعة واحدة لا جماعات وصراط واحد لا عشرات حوار مع الشيخ عبد الرحمن بن عبد الخالق"
48. مشكلاتنا التربوية في ضوء الإسلام
49. الصراط: أصول منهج أهل السنة والجماعة في الاعتقاد والعمل
50. نقض الفرية - الرد على ما أدعاه الشيخ عبد الله بن خلف السبت
51. البيان المأمول في علم الأصول
52. الجحيم رؤية من الداخل (باللغة العربية والإنجليزية) "English Version Available"
53. الأحكام الفقهية للمريض
54. الفكر الصوفي في ضوء الكتاب والسنة
55. حكم تولي المرأة الولايات العامة والاشتراك في المجالس التشريعية نائبة وناخبة
56. البرهان.. على أن تارك العمل -اختياراً- فاقد لأصل الإيمان وأن الكفر كما يكون بالقلب يكون بالعمل واللسان
57. ملامح المنهج المعتدل وأثر وسطيته في حياة المسلمين
58. ابن عربي صاحب كتاب (فصوص الحكم) .. إمام من أئمة الكفر والضلال
59. الحقيقة الصوفية
60. بين شيخ الإسلام ابن تيمية وابن عربي
61. كرامات الصوفية - الجزءان الأول والثاني

## وصلات خارجية
- عبد الرحمن عبد الخالق على موقع أرشيف الشارخ.
- سيرة الشيخ الذاتية الشيخ عبد الرحمن بن عبد الخالق اليوسف يتحدث عن نفسه.
- لقاء مع الشيخ عبد الرحمن عبد الخالق:حقيقة الدعوة السلفية - برنامج الشريعة والحياة 25/03/2001 - قناة الجزيرة